# Eamonn Deacy
Eamonn Stephen Deacy (ur. 1 października 1958 w Galway, zm. 13 lutego 2012 tamże) – irlandzki piłkarz występujący na pozycji obrońcy.
W barwach Aston Villi rozegrał 33 spotkania i strzelił jednego gola w Division One. Jako zawodnik tego klubu zdobył mistrzostwo Anglii w 1981.
W reprezentacji Irlandii zadebiutował 28 kwietnia 1982 w przegranym 0:2 towarzyskim meczu z Algierią. W drużynie narodowej rozegrał cztery spotkania, wszystkie w 1982.
Zmarł 13 lutego 2012 na atak serca. W geście hołdu jego pamięci, klub Galway United zmienił nazwę stadionu z Terryland Park na Eamonn Deacy Park.